# Vardane I
Vardane I (Vardanes; ... – 46) è stato un sovrano dei Parti che regnò a partire dal 40 al 46.
Erede designato del padre
Artabano II (regnante dal 12 al 40), dovette continuamente combattere contro il fratello Gotarze II, che rappresentò il principale rivale alla sua ascesa al trono. Il breve regno di Vardane terminò quando fu assassinato durante la caccia per via di una congiura ordita da un gruppo di nobili partici.

## Nome
"Vardane" (scritto anche Bardanes) è la versione latina del nome in iranico medio Wardān, che significa "rosa". Il nome è traslitterato in greco come Ordanes (Ὀρδάνης) e Ordones (Ὀρδώνης), mentre in hatreno come wrdn.

## Biografia

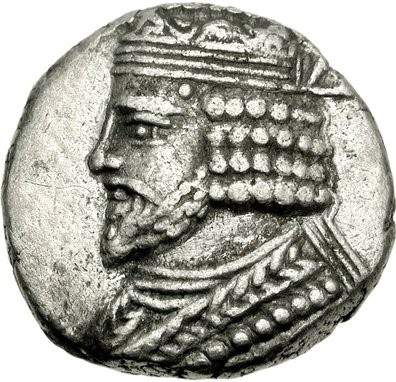
Moneta di Vardane emessa a Seleucia al Tigri

Nel 40 d.C. circa, il padre di Vardane e sovrano dell'impero partico Artabano II (regnante dal 12 al 40) morì, affidando il suo regno a Vardane. Tuttavia,  Gotarze II, un figlio adottivo di Artabano II, non fu d'accordo con questa decisione, in quanto ritenne che il trono gli era stato ingiustamente sottratto. Al fine di eliminare un potenziale rivale, Gotarze fece giustiziare poco dopo un altro dei suoi fratelli, Artabano, insieme alla moglie e al figlio. Tale uccisione scatenò alcuni tumulti e gli appelli affinché Vardane intervenisse non caddero nel vuoto, con il risultato che questi colse di sorpresa l'esercito del suo fratellastro Gotarze e lo sconfisse, dopo aver percorso ben 600 km circa per raggiungerlo in due giorni. Vardane fu sostenuto dai governatori delle province partiche limitrofe e ottenne rapidamente il consenso della maggior parte del regno partico come legittimo sovrano. La città della Mesopotamia di Seleucia al Tigri, tormentata da una rivolta sin dal 35, non riconobbe invece Vardane, il quale decise pertanto di assediare la città. Tuttavia, il prolungato trascinamento degli scontri a Seleucia portò i sostenitori di Gotarze ad avere la meglio nel conflitto, permettendogli di radunare una nuova forza e di scacciare Vardane, il quale fuggì in Battriana, in Asia centrale.
Nello stesso periodo, l'Armenia sperimentò delle insurrezioni quando il suo re arsacide Orode, fratello di Vardane, fu deposto dall'imperatore romano Claudio (r. 41-54), che nominò al suo posto il principe farnavazide Mitridate.
Poco prima che Vardane e Gotarze si scontrassero in battaglia, i due raggiunsero un accordo dopo che il secondo informò il primo di una cospirazione pianificata contro di loro da un gruppo importante. Ai sensu dell'accordo, Vardane avrebbe preservato la sua corona, mentre Gotarze sarebbe diventato il sovrano dell'Ircania. Nel giugno del 42, Vardane costrinse Seleucia a sottomettersi nuovamente ai Parti dopo una ribellione durata sette anni. Per vendetta, ridusse in modo significativo l'autonomia della città e le tolse il privilegio di coniare le proprie monete. Più o meno nello stesso periodo, il filosofo greco Apollonio di Tiana si recò in visita alla corte di Vardane, il quale gli fornì la protezione di una carovana mentre viaggiava verso il regno indo-parto. Quando Apollonio raggiunse la capitale indo-partica Taxila, il conducente della sua carovana rese pubblici i contenuti della lettera ufficiale di Vardane, forse scritta in partico, a un funzionario indiano che trattò il filosofo con grande ospitalità.
Incoraggiato dai suoi recenti trionfi, Vardane si preparò a invadere e riconquistare l'Armenia, ma alla fine abbandonò i suoi piani, a causa delle minacce di guerra del governatore romano della Siria, Gaio Vibio Marso, e del rinnovato conflitto con Gotarze, che aveva posto fine al loro accordo. Vardane sconfisse Gotarze sull'Erinde, un fiume situato al confine tra la Media e l'Ircania. Procedette poi alla conquista delle restanti province partiche, arrivando fino alla regione orientale dell'Aria. Nel 46 circa fu assassinato mentre era a caccia su istigazione di un gruppo di nobili partici, i quali temevano che il loro status potesse essere messo in pericolo dalle politiche della corona.
Tacito lo loda come sovrano giovane e talentuoso, di grande energia, ma senza umanità.

### Fonti primarie
- Tacito, Annali.

### Fonti secondarie
- (EN) David H. Bivar, The Political History of Iran under the Arsacids, in Ehsan Yarshater, The Cambridge History of Iran, 3(1): The Seleucid, Parthian and Sasanian Periods, Cambridge, Cambridge University Press, 1983,  pp. 21-99, ISBN 0-521-20092-X.
- (EN) David H. Bivar, Gondophares and the Indo-Parthians, in Vesta Sarkhosh Curtis e Sarah Stewart, The Age of the Parthians: The Ideas of Iran, vol. 2, Londra e New York, I.B. Tauris & Co Ltd., 2007,  pp. 26-36, ISBN 978-1-84511-406-0.
- (EN) Edward Dąbrowa, The Arsacid Empire, in Touraj Daryaee, The Oxford Handbook of Iranian History, Oxford University Press, 2012, ISBN 978-0-19-987575-7.
- (EN) Edward Dąbrowa, Tacitus on the Parthians, in Electrum, vol. 24, 2017,  pp. 171-189, DOI:10.4467/20800909EL.17.026.7508.
- (EN) Uwe Ellerbrock, The Parthians: The Forgotten Empire, Oxford, Routledge, 2021, ISBN 978-03-67-48190-2.
- (EN) Leonardo Gregoratti, The Arsacid Empire, in Touraj Daryaee, King of the Seven Climes: A History of the Ancient Iranian World (3000 BCE - 651 CE), UCI Jordan Center for Persian Studies, 2017, ISBN 978-06-92-86440-1. URL consultato il 18 luglio 2022 (archiviato dall'url originale il 6 dicembre 2021).
- (EN) V.G. Lukonin, Political, Social and Administrative Institutions: Taxes and Trade, in Ehsan Yarshater, The Cambridge History of Iran, 3(2): The Seleucid, Parthian and Sasanian Periods, Cambridge, Cambridge University Press,  pp. 681-747, ISBN 0-521-24693-8.
- (EN) Enrico Marcato, Personal Names in the Aramaic Inscriptions of Hatra (PDF), Digital Publishing, 2018, ISBN 978-88-69-69231-4.
- (EN) Marek Jan Olbrycht, Dynastic Connections in the Arsacid Empire and the Origins of the House of Sāsān, in The Parthian and Early Sasanian Empires: Adaptation and Expansion, Oxbow Books, 2016, ISBN 978-17-85-70208-2.